# Xylopia calosericea
Xylopia calosericea är en kirimojaväxtart som beskrevs av Friedrich Ludwig Diels. Xylopia calosericea ingår i släktet Xylopia och familjen kirimojaväxter. Inga underarter finns listade i Catalogue of Life.